# Fleur Stoit
Fleur Stoit (Leerdam, 4 januari 2004) is een Nederlands voetbalspeelster. Stoit speelt als aanvaller voor Feyenoord in de Vrouwen Eredivisie.

## Clubcarrière
In haar jeugdjaren speelde Stoit voor VV LRC Leerdam voordat ze door PSV werd gescout in 2020. Op 26 mei 2022 maakte Stoit haar debuut voor PSV Vrouwen. Minder dan een jaar later ondertekende Stoit haar eerste profcontract bij PSV.
Op 24 april 2023 mocht Stoit invallen voor ploeggenoot Zera Hulswit in een wedstrijd tegen Telstar. In deze wedstrijd wist Stoit haar eerste doelpunt voor PSV te maken. In het seizoen 2024/25 maakte Stoit twee doelpunten, waarvan de belangrijke 2-2 in een thuiswedstrijd tegen FC Twente. In mei 2025 maakte PSV bekend dat het aflopende contract van Stoit niet werd verlengd en ze na het seizoen 2024/25 afscheid nam van de club uit Eindhoven. Op 26 mei 2025 tekende ze een tweejarig contract bij competitiegenoot Feyenoord.

## Statistieken
| Seizoen | Club      | Land      | Competitie         | Wedstrijden | Doelpunten |
| ------- | --------- | --------- | ------------------ | ----------- | ---------- |
| 2022/23 | PSV       | Nederland | Vrouwen Eredivisie | 7           | 1          |
| 2023/24 | PSV       | Nederland | Vrouwen Eredivisie | 18          | 1          |
| 2024/25 | PSV       | Nederland | Vrouwen Eredivisie | 18          | 2          |
| 2025/26 | Feyenoord | Nederland | Vrouwen Eredivisie | 0           | 0          |
| Totaal  | Totaal    | Totaal    | Totaal             | 43          | 4          |

Laatste update: 7 augustus 2025

## Interlandcarrière
Stoit kwam jeugdinternational uit voor Nederland -15, -16 en -19. Voor Nederland -19 maakte Stoit haar debuut in 2021. In een wedstrijd tegen de leeftijdsgenoten van Bulgarije op 5 april 2023 wist Stoit een hattrick te maken, waarna Nederland -19 zich wist te plaatsen voor het EK 2023 in België. In 2024 debuteerde Stoit voor Nederland -20, waarvoor ze werd geselecteerd voor het WK -20 in Colombia. Op dit eindtoernooi wist Stoit met Nederland -20 de vierde plaats te behalen.
1 Weimar ·
3 Takeshige ·
4 Verspaget ·
5 Obispo ·
6 Brandau ·
7 Iwasaki ·
8 Pijnenburg ·
9 Koopman ·
10 Van de Westeringh ·
14 De Graaf ·
16 Van Eijk ·
17 Van der Sluijs ·
18 Heij ·
19 Stoit ·
21 Van Bentem ·
23 Itamura ·
24 Baptiste ·
25 Van de Lavoir ·
26 De Paus ·
27 DellaPeruta ·
28 Hulswit ·
29 Lont ·
33 Van Kerkhoven ·
42 Buabadi ·
Van Deursen ·
Dinkla ·
Coach: Torny
Assistent-coach: Pieters
Assistent-coach: Tjaden
Keeperstrainer: Van der Kaaij